# Csaba Hende

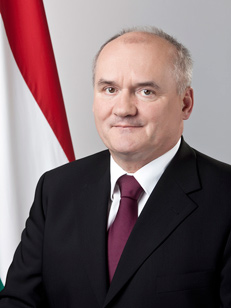
Csaba Hende

Csaba Hende (* 5. Februar 1960 in Szombathely) ist ein ungarischer Politiker der Fidesz – Ungarischer Bürgerbund.

## Leben
Hende studierte Rechtswissenschaften an der Loránd-Eötvös-Universität in Budapest. Nach seinem Studium war Hende als Rechtsanwalt in Szombathely tätig. Hende war zunächst Mitglied im Ungarischen Demokratischen Forum, trat aber 2004 zur Partei Fidesz – Ungarischer Bürgerbund über. Ab 2010 war er in den Kabinetten Orbán II und Orbán III Verteidigungsminister von Ungarn. Am 7. September 2015 trat er zurück.